# Ringholmen
Ne doit pas être confondu avec Ringholmen (Alver) ou Ringholmen (Sveio).
Ringholmen est une île norvégienne du comté de Hordaland appartenant administrativement à Austevoll.

## Description
Rocheuse et désertique, elle s'étend sur environ 112 m de longueur pour une largeur approximative de 81 m.